# Caucete
Caucete es una ciudad argentina, ubicada al este de la provincia de San Juan, en la región geográfica de Cuyo. Es la ciudad cabecera y asiento de autoridades gubernamentales del departamento homónimo. Se encuentra aproximadamente a 28 km de la capital provincial, siendo la ruta nacional 20 la principal vía de comunicación.
Posee una importante infraestructura comercial, edilicia y de transporte, junto a otros servicios más, que la convierte en la segunda ciudad más importante de la provincia de San Juan, después del Gran San Juan, llegando a ser seleccionada como la capital alterna de la provincia. Es núcleo de una importante región vinícola, por ello acá se realiza en forma anual la Fiesta Nacional de la Uva y el Vino.
Fue creada el 17 de octubre de 1893 a través del esfuerzo privado de un propietario de la zona, José María de los Ríos, quien, para su trazado, tomó como modelo la ciudad de La Plata, planificada años antes por Dardo Rocha. Primero se denominó Villa Colón, convirtiéndose en villa cabecera del departamento Caucete en 1917, con el consiguiente traslado de las entidades públicas y sede parroquial desde Villa Independencia. El 10 de agosto de 1948 cambia su nombre por el de Caucete, al ser declarada ciudad. El terremoto del 23 de noviembre de 1977 ocasionó la destrucción de la ciudad.

## Toponimia
Caucete proviene de la voz huarpe Sankancete, nombre del cacique que dirigía a la nación Huarpe. También existe otra teoría que afirma que el nombre es sacado de la palabra tehuelche "Caucete", queriendo decir "la tierra donde él mora ".

## Historia
El origen de Caucete se remonta a la creación de la colonia establecida por Amán Rawson, quien adquiriera al efecto, en marzo de 1824 del Gobierno de la provincia, 36.000 cuadras cuadradas de terreno entre el Sierra de Pie de Palo y Río San Juan.
Rawson, para poder realizar su propósito, se asoció con otros ciudadanos, con los cuales formó una Sociedad llamada La Compañía. De inmediato se pusieron a la tarea de construir un gran canal con el que se pudiera hacer llegar el agua que bajaba de los Andes. Un canal de diez leguas de largo para hacer llegar el vital elemento para lograr sus propósitos. Luego dividieron el terreno en cuadros regulares de ciento cincuenta varas por costado, hasta formar un área de mil cuadras cuadradas comprendidas entre el Río y el Pie de Palo.
Sin embargo no pudieron conformar una colonia norteamericana sino una de sanjuaninos. La compañía antes de disolverse había comenzado a vender sus tierras incultas pero que con el trabajo tesonero de sus propietarios se fueron convirtiendo poco a poco en lucrativos campos de pastoreo, maíz y trigo primero y en frondosos viñedos después, cuando la uva despertó interés y los vinos a cobrar prestigio en el extranjero.
Luego, debido al incremento de la población como la de tierra cultivada, se pensó en establecer una villa (centro administrativo), promoviéndose con ello un movimiento, fue así como en el Gobierno de Nazario Benavídez atendiendo a justificados pedidos, dispuso la fundación de Villa Independencia el 15 de noviembre de 1851.

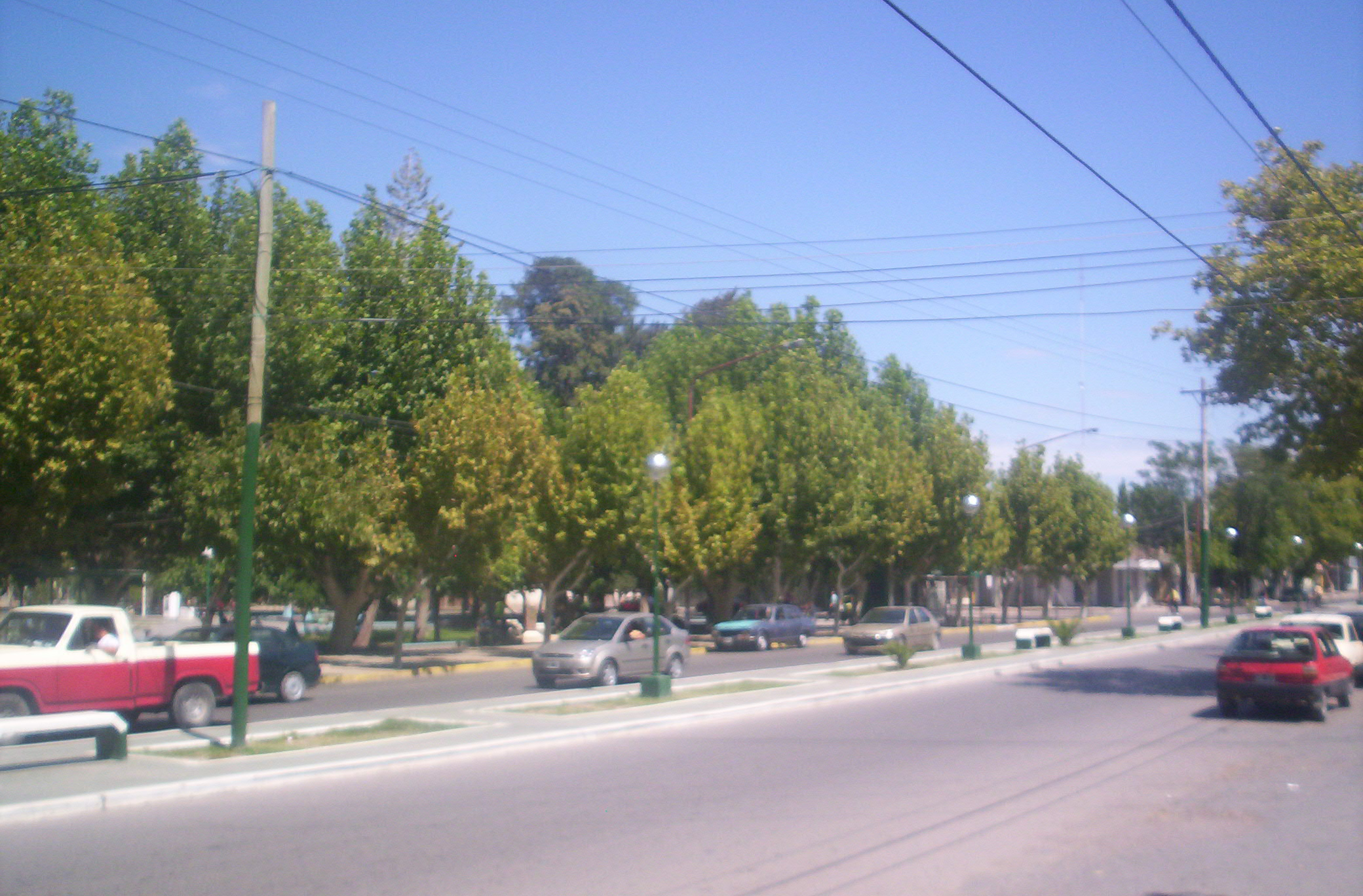
Vista de la Diagonal Sarmiento, calle principal de Caucete.

Corría el año 1863 y los predios de Villa Independencia fueron atravesados por las huestes del Chacho Peñaloza, enfrentándose con Pablo Irrazábal en un combate el 30 de octubre, librándose la "Batalla de Caucete", salvando así de una invasión a la ciudad de San Juan, momentos en que Domingo F. Sarmiento era gobernador, combatiendo el caudillismo y la montonera.
Pero no fue solamente el Chacho Peñaloza el invasor de Caucete, sino también el cuatrero Santos Guayama que más de una vez se aprovisionó en Caucete, llevándose hombres y cuanto encontraba en su camino. De igual manera lo hizo Martina Chapanay, desvalijando arrieros y matando a quien de oponía a su despojo.
Para 1857 la Villa Independencia se convirtió en sede de una subdelegación del gobierno provincial por su crecimiento poblacional y económico. Para esa fecha ya contaba con policía, juzgado de paz, registro civil, parroquia, escuela y Cementerio. Durante la gobernación de Domingo Faustino Sarmiento, hubo un nuevo intento por establecer en el lugar una colonia de extranjeros, pero tampoco prosperó. A finales de ese siglo XIX, la localidad iniciaría una época de decadencia de la que nunca se repuso: la salinidad del suelo perjudicó los cultivos, el ferrocarril no entró al poblado y los habitantes emigraron hacia el este a Villa Colón, que fue fundada el 17 de octubre de 1893.
Villa Colón fue producto del esfuerzo privado de un propietario de la zona, José María de los Ríos, quien, para su trazado, tomó como modelo la ciudad de la Plata, planificada años antes por Dardo Rocha. Villa Colón creció y prosperó rápidamente, convirtiéndose en villa cabecera del Departamento Caucete en 1917, con el consiguiente traslado de las entidades públicas y sede parroquial desde Villa Independencia. El 10 de agosto de 1948 cambia su nombre por el de Caucete, al ser declarada ciudad. Una relevante historia de la ciudad de Caucete, es reflejada en el libro ¨ Hacia Nuestra Historia ¨  de Enrique A. Villanueva Padró.

### Villa Colón: la primera denominación de Caucete
Gracias a una iniciativa de don José María de los Ríos, y a 5 kilómetros al este de la Villa Cabecera, (Villa Independencia) surgió la idea de formar una villa que organizara la vida de sus pobladores, para lo cual se dirigió al Gobierno de la Provincia, interesándolo en su concreción, a tal efecto el señor De Los Ríos donaba el terreno necesario para el fin propuesto.
La legislatura sanjuanina haciéndose eco de los deseos del Señor De los Ríos y considerando interesante y factible el pedido formulado, sancionó, el 17 de octubre de 1893, la ley que le daba forma a la nueva Villa, y comenzó a parcelar los terrenos en cuyo lugar se asentaría la nueva Villa.
El 28 de agosto de 1886 se inaugura la primera línea telefónica que une San Juan con Caucete. En el año 1899 se inaugura el Molino Jesús, importante establecimiento industrial harinero. Años más tarde y cuando todas las manzanas estaban bien delimitadas, se procedía a la nomenclatura de sus calles, se dejaron espacios para dependencias públicas, y por último la Villa fue cruzada por una amplia avenida en diagonal a la que se le dio el nombre de "Diagonal Sarmiento". En la residencia del fundador funcionó por varios años una Estafeta de Correo, hasta que esta entidad instaló su propia Oficina de Correos y Teléfonos aproximadamente en 1914. En 1925 se instala una sucursal del "Banco Provincial". En el año 1926 Antonio Merino Suárez, establece el primer servicio auto-transporte de pasajeros entre Caucete y San Juan, a tal efecto habilita una unidad Ford Mod. 1919, con capacidad para dieciséis pasajeros y el 27 de abril de 1936 es inaugurado el puente de Hierro sobre el río San Juan acortando la distancia entre Caucete y la Ciudad de San Juan.
Aumentada la población y con ello las necesidades de Salud, por ende el 3 de abril de 1938, se funda Hospital César Aguilar. Ese mismo año un 15 de julio se constituyó la Cooperativa de Luz y Fuerza de Caucete. Con posteridad, en 1942 se crea el monumento a Domingo Faustino Sarmiento, frente a la plaza departamental, sobre Diagonal Sarmiento. En 1942 se funda la Banda de Música gracias a la generosa voluntad del profesor Salvador Tripodi. Otros de los adelantos Culturales fue la fundación del Semanario La Voz del Este.
Dado el constante incremento de la población, en marzo de 1952 se establece una Planta Potabilizadora que suministra Agua Potable a toda la localidad y sus alrededores. Como el progreso se diluye por todas partes, el 25 de agosto de 1956 se funda la Asociación Amigos de Caucete con el propósito de secundar la acción de las autoridades Municipales, y así es como esta Villa Colón se convierte en Ciudad, acumulando obras y servicios públicos que les son indispensable para toda comunidad bien organizada: telégrafos, teléfonos, alumbrado público, obras sanitarias, calles pavimentadas e instituciones de gobierno como Juzgado de Paz, Registro Civil, Delegación de la Dirección General de Rentas,
La Legislatura de San Juan, el 10 de agosto de 1948 sancionó una ley creando la Ciudad de Caucete en el departamento del mismo nombre, pero, dentro del perímetro de los límites de la antigua Villa Colón, delimitado por las calles, al norte, Paula A. de Sarmiento, mientras que por el Sur: José María de los Ríos; por el Este: Juan José Bustos; Oeste: Calle Leandro Alem.

## Terremoto de Caucete 1977
El 23 de noviembre de 1977, Caucete fue asolada por un terremoto que dejó como saldo lamentable algunas víctimas, y un porcentaje importante de daños materiales en edificaciones.
El Día de la Defensa Civil fue asignado por un decreto recordando el sismo que destruyó la ciudad de Caucete el 23 de noviembre de 1977.
- Escala de Richter: 7,4
- 65 víctimas mortales
- 284 víctimas heridas
- más de 40.000 víctimas sin hogar. No quedaron registros de fallas en tierra, y el efecto más notable del terremoto fue la extensa área de licuefacción (posiblemente miles de km²).

El efecto más dramático de la licuefacción se observó en la ciudad, a 70 km del epicentro: se vieron grandes cantidades de arena en las fisuras de hasta 1 m de ancho y más de 2 m de profundidad. En algunas de las casas sobre esas fisuras, el terreno quedó cubierto de más de 1 dm de arena.

### Sismicidad
La sismicidad del área de Cuyo (centro oeste de Argentina) es frecuente y de intensidad baja, y tiene un silencio sísmico de terremotos medios a graves cada 20 años.

### Sismo de 1861
Aunque dicha actividad geológica ha ocurrido desde épocas prehistóricas, el terremoto del 20 de marzo de 1861 señala un hito importante dentro de la historia de eventos sísmicos argentinos ya que es el más fuerte registrado y documentado en el país. A partir del mismo la política de los sucesivos gobiernos provinciales y municipales han ido extremando cuidados y restringiendo los códigos de construcción.

## Economía

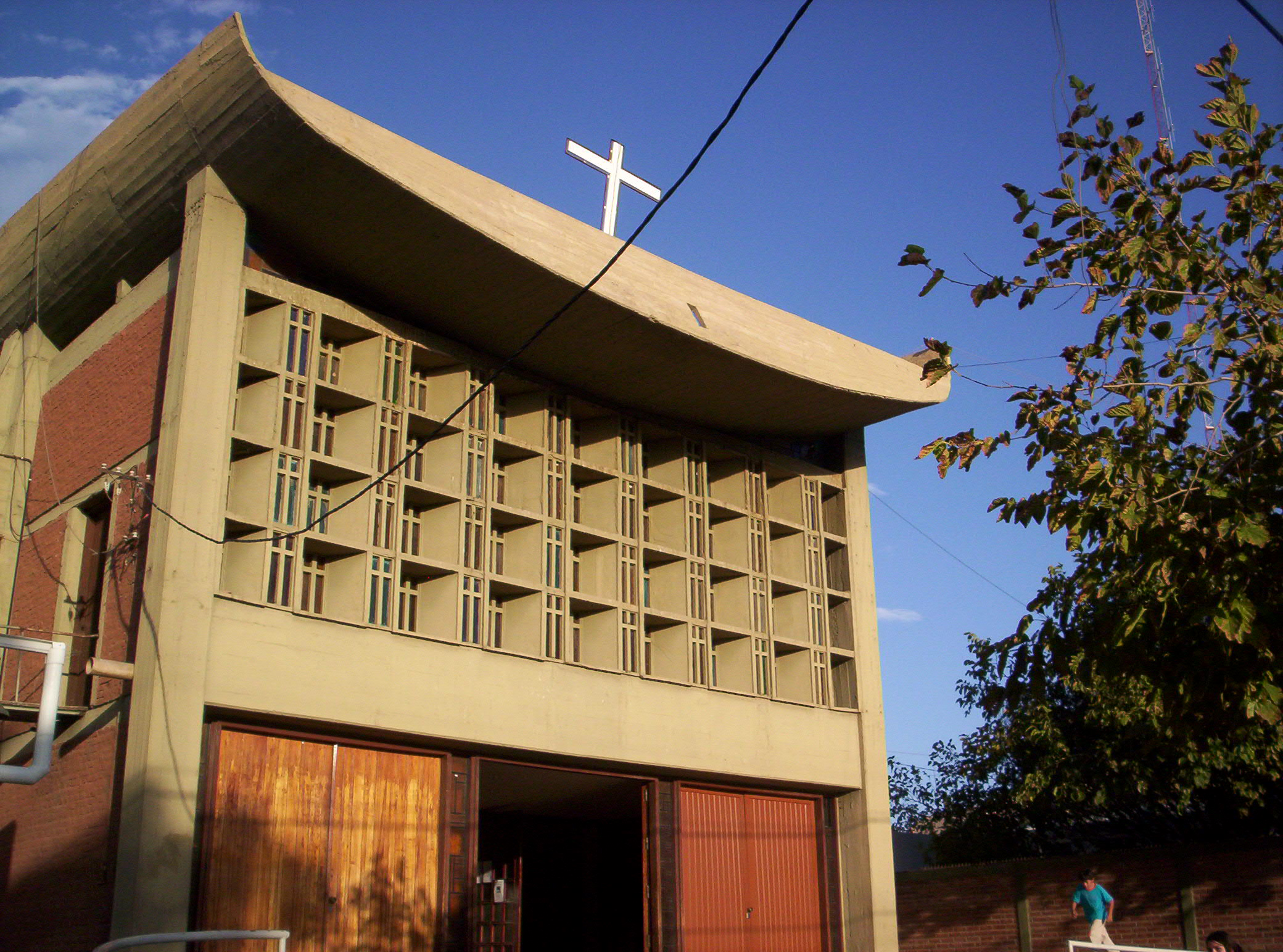
Iglesia de Cristo Rey en Caucete.

La principal actividad económica de la localidad es la industria vitivinícola
Uno de los artífices de esta industria en la localidad, fue Don Justo Castro, de origen salteño que llegó a San Juan en el año 1862, en sus primeros momentos de radicación en Caucete se dedica a los negocios como engorde, intercambio de ganado. No tardó mucho tiempo en dedicarse de lleno a la Industria del vino, la cual le provocó éxito y pronto estuvo en condiciones de representar a la provincia de San Juan en Córdoba, Santa Fe, Buenos Aires, logrando en algunas oportunidades obtener el primer premio.
Otros propulsores de la Industria Vitivinícola que se sumaron a Don Justo Castro fueron Castell, Medici, Juan Maurín, Yanzón Hnos., Apeceche, Coria, Galvarini.
La vid, el olivo, el pastoreo fue en el siglo pasado la principal fuente de recursos, pero observando los agricultores que la vid se presentaba con mejores perspectivas, los alfalfares fueron cediendo terreno a la misma, cubriendo la mayor parte de sus suelos en productivos viñedos.
Pero cuando esto se acentuaba, Caucete sufre un considerable cercenamiento en su territorio, con la creación de un nuevo Departamento. El 27 de diciembre de 1881 el gobernador de la Provincia, Dr. Anacleto Gil., funda el "25 de mayo" mediante una ley cuyo Art. Primero decía así: " Eríjase en Departamento los terrenos de Sociedad fundadora de Caucete que constituyen el segundo lote dividido en el año 1863".
Fue en realidad un ponderable desprendimiento territorial que se hizo en aquella época, cuando comenzaba con intensidad el cultivo de sus tierras. Pero a cambio había recibido su autonomía, de conformidad con la primera ley de provincial de Régimen Municipal de 1869 que disponía la división política de la Provincia. A partir de ese momento pasa a figurar como DEPARTAMENTO, por imperio de una nueva ley del 24 de octubre de 1883. A tal efecto se convocó a elecciones para elegir Intendente municipal, recayendo el cargo al Sr. Manuel Antonio Maurín.

## Polémica por el cambio de la fecha de fundación de Caucete
Históricamente en Caucete se festejó el 17 de octubre como el día del aniversario del departamento. Pero ahora la fecha cambió debido a una supuesta investigación histórica realizada por uno de los convencionales del bloque Producción y Trabajo, el partido de Roberto Basualdo y Marcelo Orrego. El cambio fue dispuesto por mayoría en la reunión de la Convención del jueves 12 de abril de 2007 por la noche en el salón cultural del departamento
El proyecto de investigación que se presentó en tablas sobre el cambio de la fecha de fundación de Caucete, no fue aprobado por todos los convencionales sino solamente por los cinco representantes del bloque de Producción y Trabajo y por el representante de Actuar que le dio la mayoría. El proyecto no fue presentado al inicio de las reuniones de comisiones, sino que próximo a cerrar la redacción de la Carta Orgánica.

## Parroquias de la Iglesia católica en Caucete
| Arquidiócesis | San Juan de Cuyo |
| ------------- | ---------------- |
| Parroquia     | Cristo Rey       |

## Nombres importantes
- El 22 de febrero de 1996 nace en Caucete Zacarías Morán Correa, actual mediocampista del Club San Martín de San Juan en la Primera División de Argentina.
- El Escribano Enrique A. Villanueva Padró es autor del libro Hacia Nuestra Historia, relevante documento histórico de Caucete,  que es legado de este hijo de su tierra.